# オナガササキリ
オナガササキリ（尾長笹螽斯、学名：Conocephalus exemptus）は、バッタ目キリギリス科の昆虫。和名は「尾の長いササキリ」の意味。
メスの長い産卵管を尾に見立てている。オスの尾毛も他種よりやや長いが、それほど目立たない。

## 形態
日本のササキリ属の中では最も大型。体長20-23mm。（翅端まで25-30mm）別名オオササキリ。
体色は緑で部分的に褐色になることはあっても全身褐色になるのは希である。
羽は薄い褐色で模様などは特にない。産卵管は赤褐色を帯び、非常に長く体長とほぼ同じ長さ。

## 生態
日当りの良いススキやチガヤなどのイネ科の多年生草本が生えたところを主に住処とする。希に竹林・笹原にいる。但しササキリと異なり日当りの良い場所に限られる。
昼間「シリリ・シリリ……」と比較的大きな声で鳴くが、鳴き声自体が地味なため気づかないことも多い。夜間や気温の低い日はテンポがゆっくりになり鳴き声が変わって聞こえる。
分布は東北南部以南。6月頃孵化し8月頃羽化、成虫になる。キリギリス科の晩夏発生型の他種同様飼育下では年を越すこともある。
他の草原性のササキリと異なり若齢幼虫は褐色で、翅芽が目立つ頃に緑となる。そのころメスの尾端には産卵管が目立つようになる。
ササキリ属中最も大きな体を持つだけでなく、オスの発音器も大きい。反面、羽は腹部より長いものの殆ど飛翔しない。オスの発音器が発達したキリギリス上科の虫はしばしば飛翔が犠牲になるケースがある。発音器そのものが飛翔の妨げになるばかりか、発音効率を高めるために羽自体も変形しているからである。カヤキリやクツワムシ、エゾツユムシなどのオスもその傾向が見られる。また他のササキリ属と比べて長翅型になる確率が低い。
また跳躍力こそ強いものの逃げ足もやや鈍い。そのため草刈りなどの影響に最も弱いササキリである。
本種が多い環境は自然度が高く、そのため自然度を知る目安となる生き物の一つである。
メスは長い産卵管でイネ科植物の根元に産卵する。そのまま越冬して翌年6月頃孵化する。
主にイネ科植物を食草としているが、飼育下では野菜や果物なども良く食べる。また動物質もよく食べる。